# Giải BAFTA lần thứ 52
Giải BAFTA lần thứ 52 được trao bởi Viện Hàn lâm Nghệ thuật Điện ảnh và Truyền hình Anh Quốc năm 1999 để tôn vinh những bộ phim xuất sắc nhất năm 1998.
Shakespeare in Love đoạt giải Phim hay nhất và Dựng phim xuất sắc nhất. Cả Judi Dench và Cate Blanchett lần lượt đoạt giải Nữ diễn viên phụ và chính xuất sắc với vai diễn Nữ hoàng Elizabeth I. Geoffrey Rush đoạt giải Nam diễn viên phụ xuất sắc nhất. Diễn viên người Ý Roberto Benigni đoạt giải Nam diễn viên xuất sắc nhất với phim Cuộc sống tươi đẹp. Peter Weir, đạo diễn của Chương trình Truman, đoạt giải Đạo diễn xuất sắc nhất.
Lễ trao giải diễn ra tại Business Design Centre thuộc Islington, Luân Đôn với người dẫn chương trình là Jonathan Ross.

## Chiến thắng và đề cử

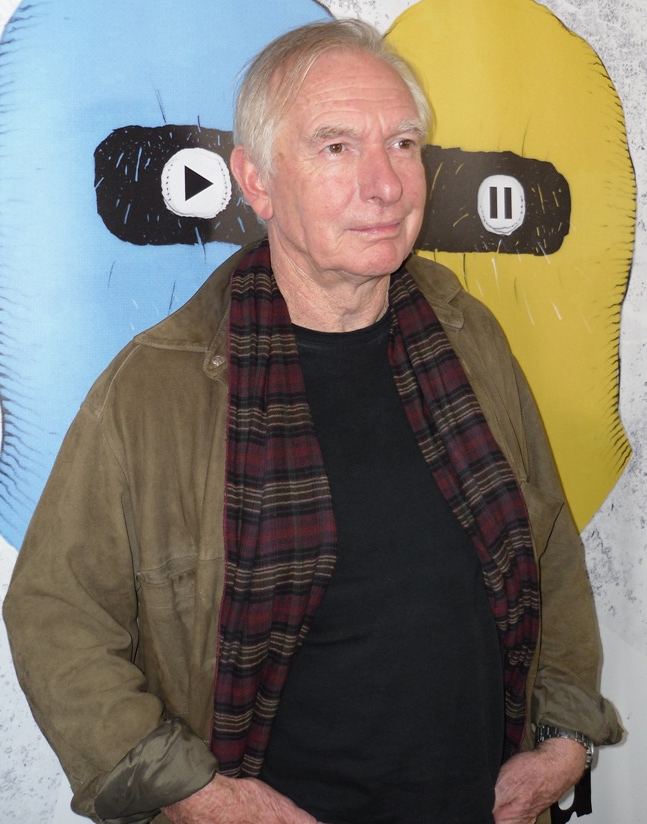
Peter Weir, Đạo diễn xuất sắc nhất

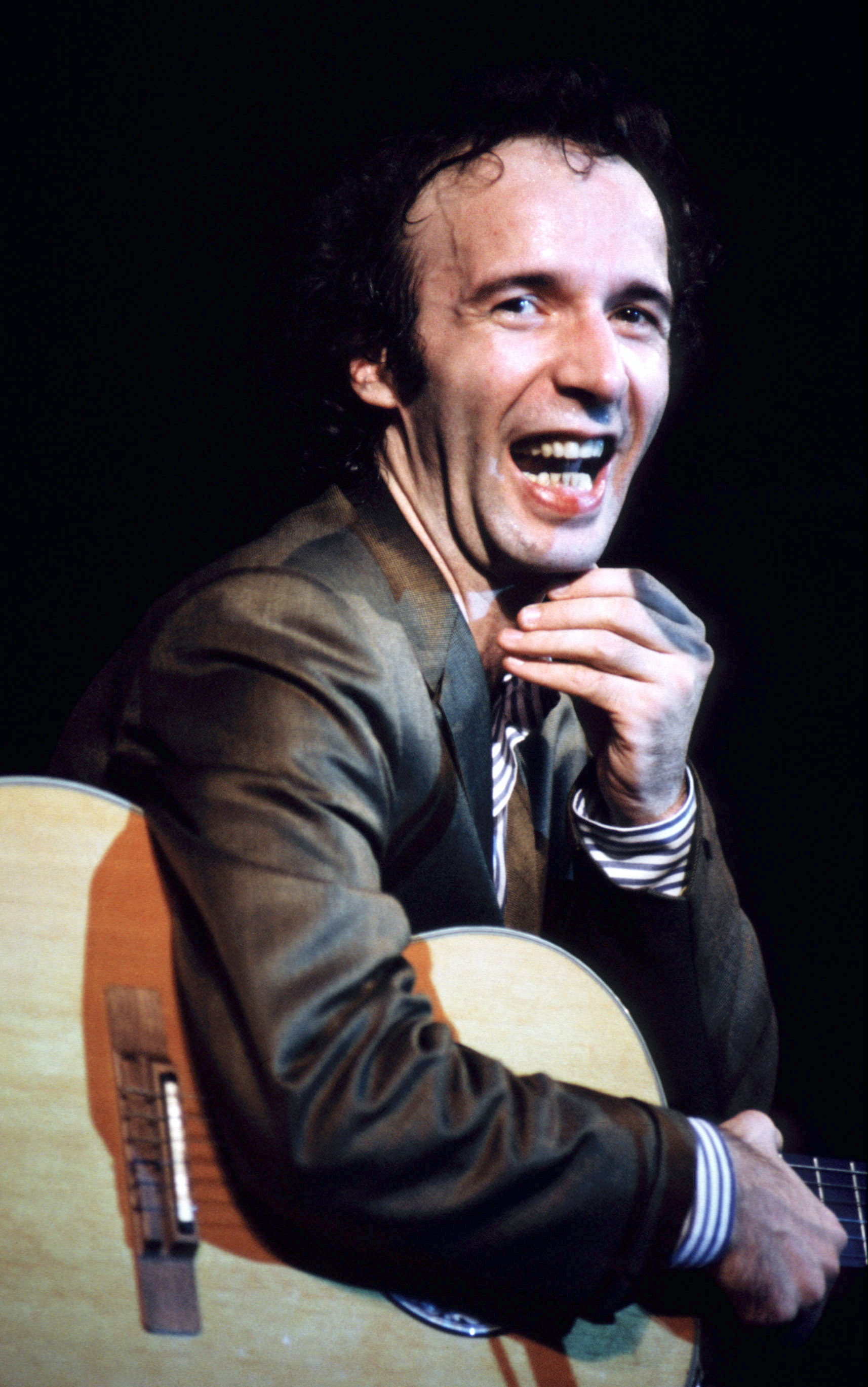
Roberto Benigni, Nam diễn viên chính xuất sắc nhất

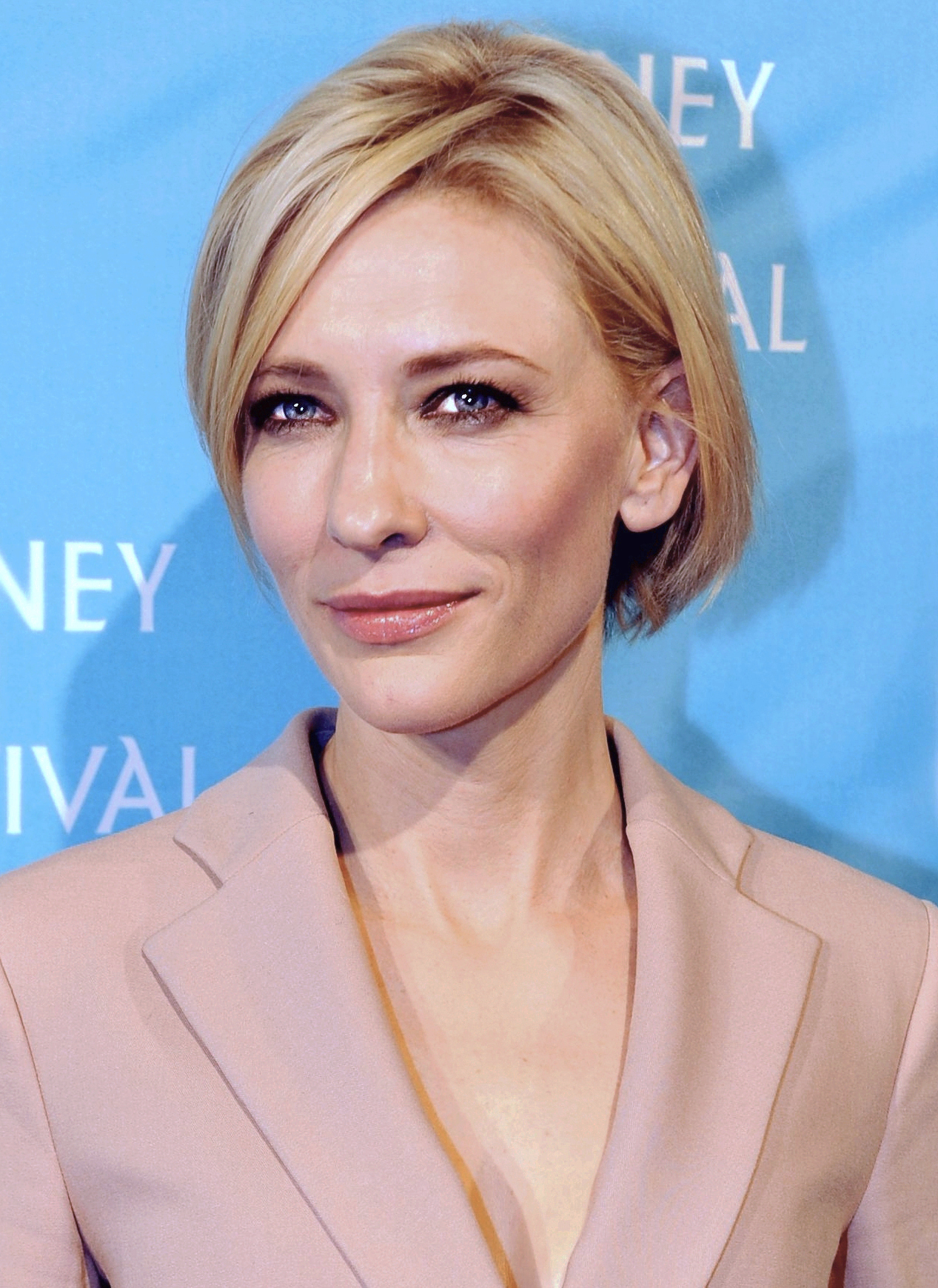
Cate Blanchett, Nữ diễn viên chính xuất sắc nhất

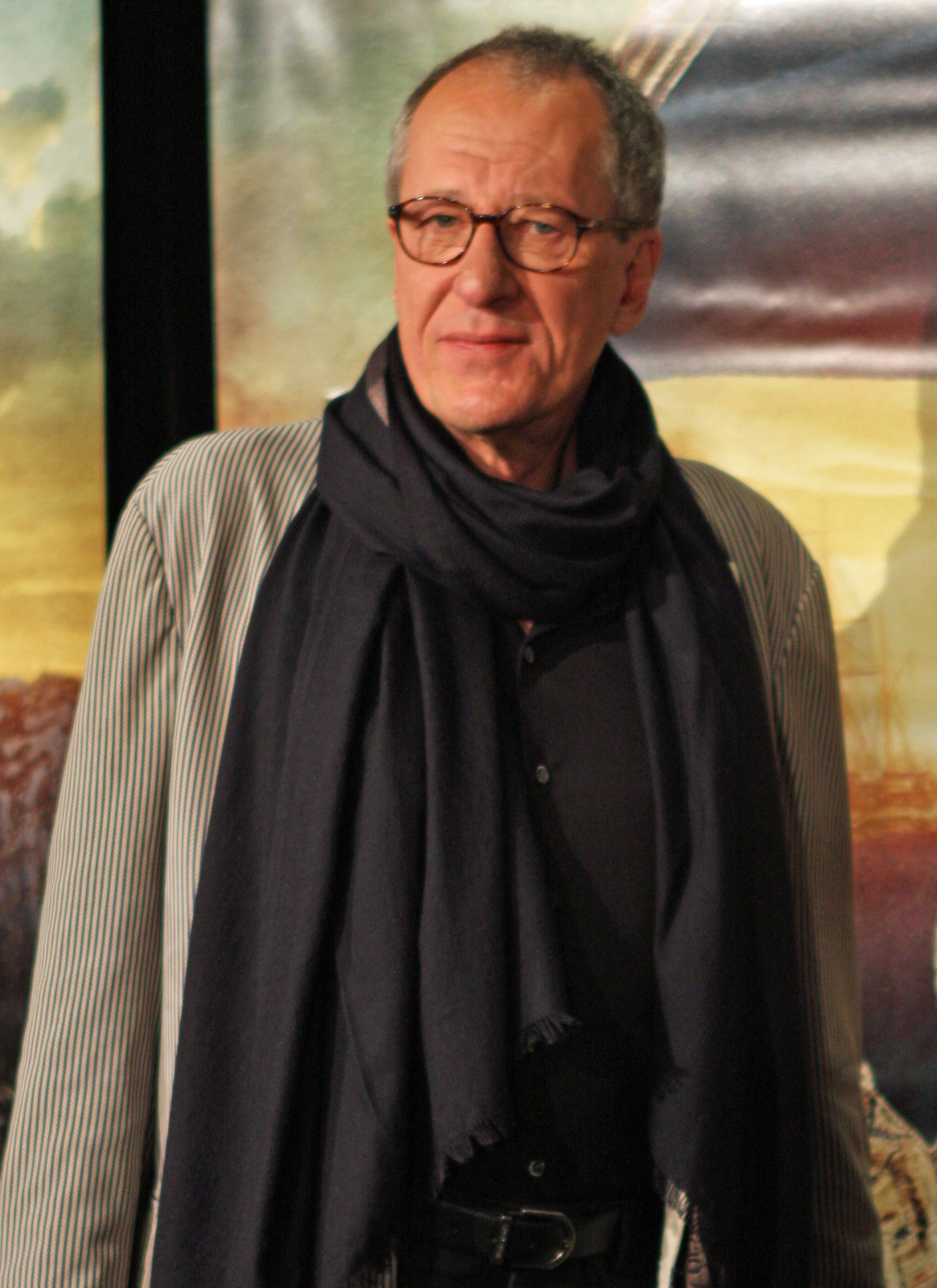
Geoffrey Rush, Nam diễn viên phụ xuất sắc nhất

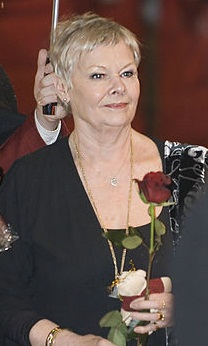
Judi Dench, Nữ diễn viên phụ xuất sắc nhất

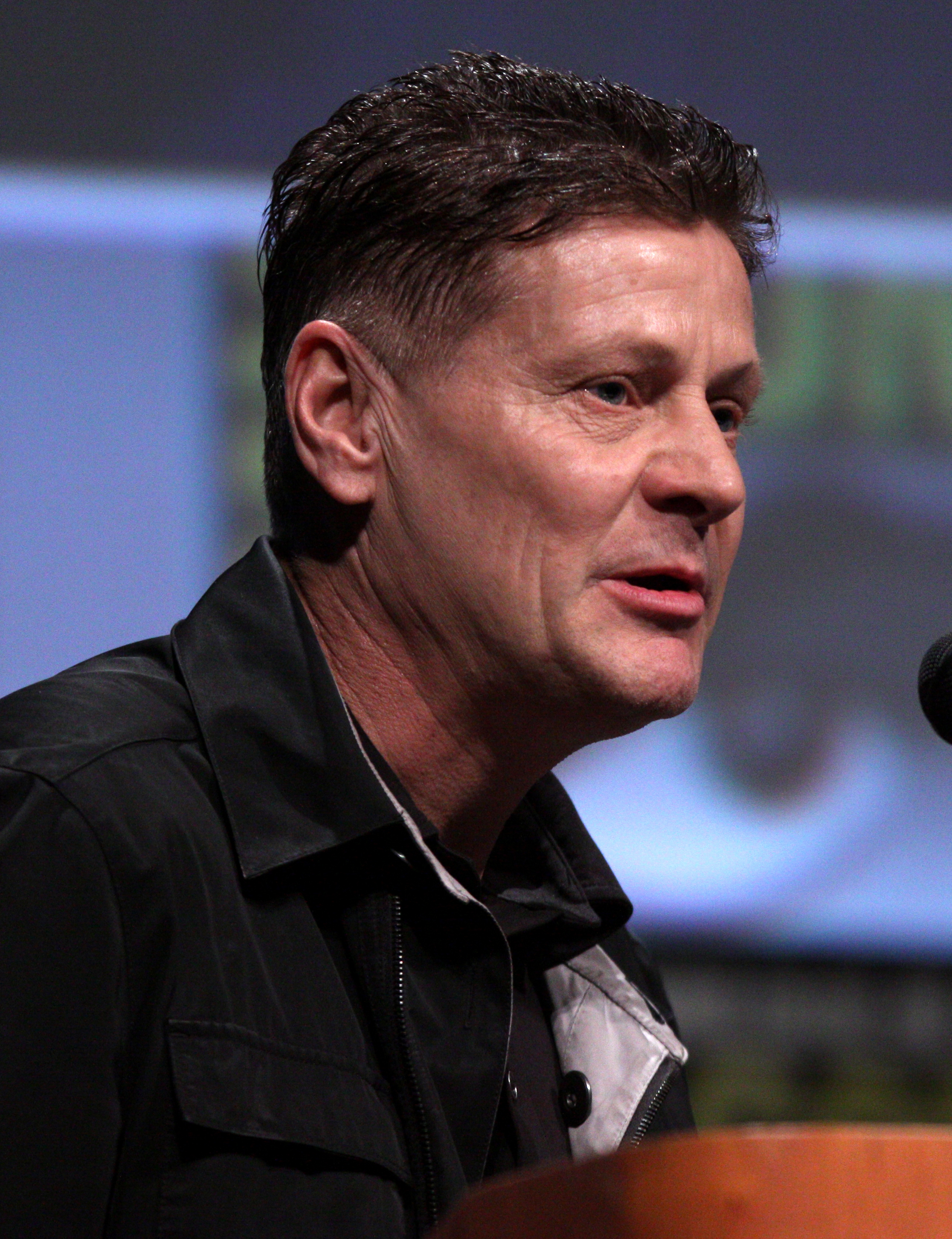
Andrew Niccol, Kịch bản gốc xuất sắc nhất

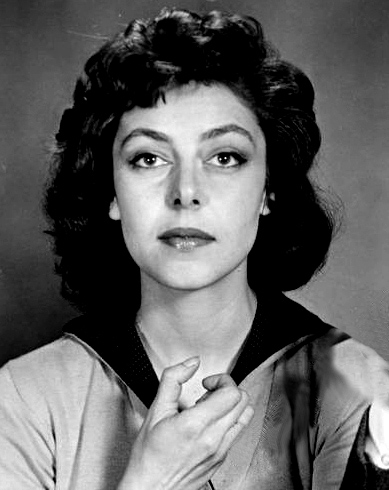
Elaine May, Kịch bản chuyển thể xuất sắc nhất

| Phim hay nhất Shakespeare in Love – David Parfitt, Donna Gigliotti, Harvey Weinstein, Edward Zwick và Marc Norman - Elizabeth – Alison Owen, Eric Fellner và Tim Bevan - Giải cứu binh nhì Ryan – Steven Spielberg, Ian Bryce, Mark Gordon và Gary Levinsohn - Chương trình Truman – Scott Rudin, Andrew Niccol, Edward S. Feldman và Adam Schroeder                                                                  | Đạo diễn xuất sắc nhất Peter Weir – Chương trình Truman - John Madden – Shakespeare in Love - Shekhar Kapur – Elizabeth - Steven Spielberg – Giải cứu binh nhì Ryan |
| Nam diễn viên chính xuất sắc nhất Roberto Benigni – Cuộc sống tươi đẹp vai Guido Orefice - Joseph Fiennes – Shakespeare in Love vai William Shakespeare - Michael Caine – Little Voice vai Ray Say - Tom Hanks – Giải cứu binh nhì Ryan vai Đại úy John H Miller | Nữ diễn viên chính xuất sắc nhất Cate Blanchett – Elizabeth vai Elizabeth I - Emily Watson – Hilary and Jackie vai Jacqueline du Pré - Gwyneth Paltrow – Shakespeare in Love vai Viola de Lesseps - Jane Horrocks – Little Voice vai Laura Hoff |
| Nam diễn viên phụ xuất sắc nhất Geoffrey Rush – Shakespeare in Love vai Philip Henslowe - Ed Harris – Chương trình Truman vai Christof - Geoffrey Rush – Elizabeth vai Francis Walsingham - Tom Wilkinson – Shakespeare in Love vai Hugh Fennyman | Nữ diễn viên phụ xuất sắc nhất Judi Dench – Shakespeare in Love vai Elizabeth I - Brenda Blethyn – Little Voice vai Mari Hoff - Kathy Bates – Primary Colors vai Libby Holden - Lynn Redgrave – Gods and Monsters vai Hanna |
| Kịch bản gốc xuất sắc nhất Chương trình Truman – Andrew Niccol - Elizabeth – Michael Hirst - Cuộc sống tươi đẹp – Vincenzo Cerami và Roberto Benigni - Shakespeare in Love – Marc Norman và Tom Stoppard | Kịch bản chuyển thể sắc nhất Primary Colors – Elaine May - Hilary and Jackie – Frank Cottrell-Boyce - Little Voice – Mark Herman - Wag the Dog – Hilary Henkin và David Mamet |
| Quay phim sắc nhất Elizabeth – Remi Adefarasin - Giải cứu binh nhì Ryan – Janusz Kamiński - Shakespeare in Love – Richard Greatrex - Chương trình Truman – Peter Biziou | Thiết kế phục trang sắc nhất Velvet Goldmine – Sandy Powell - Elizabeth – Alexandra Byrne - The Mask of Zorro – Graciela Mazon - Shakespeare in Love – Sandy Powell |
| Dựng phim xuất sắc nhất Shakespeare in Love – David Gamble - Elizabeth – Jill Bilcock - Lock, Stock and Two Smoking Barrels – Niven Howie - Giải cứu binh nhì Ryan – Michael Kahn | Hóa trang và làm tóc xuất sắc nhất Elizabeth – Jenny Shircore - Giải cứu binh nhì Ryan – Lois Burwell và Jeanette Freeman - Shakespeare in Love – Lisa Westcott - Velvet Goldmine – Peter King |
| Nhạc phim hay nhất Elizabeth – David Hirschfelder - Hilary and Jackie – Barrington Pheloung - Giải cứu binh nhì Ryan – John Williams - Shakespeare in Love – Stephen Warbeck | Thiết kế sản xuất xuất sắc nhất Chương trình Truman – Dennis Gassner - Elizabeth – John Myhre - Giải cứu binh nhì Ryan – Thomas E. Sanders - Shakespeare in Love – Martin Childs |
| Âm thanh xuất sắc nhất Giải cứu binh nhì Ryan – Gary Rydstrom, Ron Judkins, Gary Summers, Andy Nelson và Richard Hymns - Hilary and Jackie – Nigel Heath, Julian Slater, David Crozier, Ray Merrin và Graham Daniel - Little Voice – Peter Lindsay, Rodney Glenn, Ray Merrin và Graham Daniel - Shakespeare in Love – Peter Glossop, John Downer, Robin O'Donoghue và Dominic Lester                                  | Hiệu ứng hình ảnh đặc biệt xuất sắc nhất Giải cứu binh nhì Ryan – Stefen Fangmeier, Roger Guyett và Neil Corbould - Antz – Ken Bielenberg, Philippe Gluckman, John Bell và Kendal Cronkhite - Babe: Pig in the City – Bill Westenhofer, Neal Scanlan, Chris Godfrey và Grahame Andrew - Chương trình Truman – Michael J. McAlister, Brad Kuehn, Craig Barron và Peter Chesney |
| Phim Anh hay nhất Elizabeth – Alison Owen, Eric Fellner, Tim Bevan và Shekhar Kapur - Hilary and Jackie – Andy Paterson, Nicolas Kent và Anand Tucker - Little Voice – Elizabeth Karlsen và Mark Herman - Lock, Stock and Two Smoking Barrels – Matthew Vaughn và Guy Ritchie - My Name Is Joe – Rebecca O'Brien và Ken Loach - Sliding Doors – Sydney Pollack, Philippa Braithwaite, William Horberg và Peter Howitt | Đạo diễn, Biên kịch, Nhà sản xuất đầu tay người Anh nổi bật Love and Death on Long Island – Richard Kwietniowski (Biên kịch/Đạo diễn) - The Governess – Sandra Goldbacher (Biên kịch/Đạo diễn) - Lock, Stock and Two Smoking Barrels – Matthew Vaughn (Sản xuất) - Twenty Four Seven – Shane Meadows (Biên kịch/Đạo diễn)                                                     |
| Phim hoạt hình ngắn hay nhất The Canterbury Tales – Aida Zyablikova, Renat Zinnurov, Ashley Potter, Dave Antrobus, Claire Jennings, Mic Graves, Joanna Quinn, Les Mills và Jonathan Myerson - 1001 Nights – Yukio Sonoyama và Mike Smith - Gogwana – Helen Nobarro, Deiniol Morris, Sion Jones, Michael Mart and Joe Turner - Humdrum – Carla Shelley, Michael Rose and Peter Peake                                   | Phim ngắn hay nhất Home – Hannah Lewis, Morag McKinnon và Colin McLaren - Anthrakitts – Natasha Dack và Sara Sugarman - Eight – Jon Finn, Stephen Daldry và Tim Clague - In Memory of Dorothy Bennett – Catherine McArthur and Martin Radich |
| Phim không nói tiếng Anh hay nhất Central Station – Arthur Cohn, Martine de Clermont-Tonnerre và Walter Salles - Cuộc sống tươi đẹp – Elda Ferri, Gianluigi Braschi và Roberto Benigni - Live Flesh – Agustín Almodóvar và Pedro Almodóvar - On Guard – Patrick Godeau và Philippe de Broca | |

## Thống kê
| Số lượng | Phim                                |
| -------- | ----------------------------------- |
| 15       | Shakespeare in Love                 |
| 12       | Elizabeth                           |
| 10       | Giải cứu binh nhì Ryan              |
| 7        | Chương trình Truman                 |
| 6        | Little Voice                        |
| 5        | Hilary and Jackie                   |
| 3        | Cuộc sống tươi đẹp                  |
| 3        | Lock, Stock and Two Smoking Barrels |
| 2        | Primary Colors                      |
| 2        | Velvet Goldmine                     |

| Số lượng | Phim                   |
| -------- | ---------------------- |
| 5        | Elizabeth              |
| 4        | Shakespeare in Love    |
| 3        | Chương trình Truman    |
| 2        | Giải cứu binh nhì Ryan |